# Istituto Nazionale di Architettura
L'Istituto nazionale di architettura (IN/Arch) è un ente privato di studi sull'architettura con sede a Roma in via Giuseppe Antonio Guattani.

## Storia
L'Istituto nazionale di architettura nasce nel 1959, grazie all'azione del suo fondatore Bruno Zevi, con l'impegno statutario di promuovere e coordinare gli studi sull'architettura, valorizzarne i principi e favorirne l'applicazione «mediante l’incontro delle forze economiche e culturali del Paese che partecipano al processo edilizio» per sollecitare «l’interesse della collettività, cui è destinata la produzione architettonica».
L'istituto ha ottenuto il riconoscimento istituzionale con il decreto del presidente della Repubblica n° 236 del 28 marzo 1972.
Per l'attività di ricerca nel campo della sostenibilità applicata all'architettura, nel 2004 ha ottenuto il riconoscimento di "istituto scientifico speciale" dal Ministero dell'università e della ricerca.
Nel 2012 l'ente ha collaborato attivamente con il curatore Luca Zevi alla ideazione, coordinamento e realizzazione del Padiglione Italia alla XIII Mostra internazionale di architettura della Biennale di Venezia, poi riproposto a Mosca, Abu Dhabi e San Pietroburgo nel 2013. L'anno successivo l'istituto ha partecipato alla XIV Mostra con l'evento Agibile e bella. Architetture di qualità per la qualità delle scuole, in collaborazione con il Ministero della cultura e il MIUR.
Nel 2021 ha organizzato, insieme alla Fondazione Guglielmo Giordano, il Forum internazionale di architettura e design per il futuro "Green Table", tenutasi a Perugia dal 20 al 23 ottobre, sostenuto dalla Regione Umbria e patrocinato dal Ministero della transizione ecologica e dal Ministero della cultura.

## I Premi d'architettura
La prima edizione dei premi nazionali IN/Arch vennero presentati nel 1961 con queste parole da Giulio Carlo Argan: «I premi IN/Arch, oltre a segnalare, evidentemente, quegli architetti che hanno compiuto un lavoro di sintesi e di risoluzione finale di tutte le componenti di forza nella componente ultima [...] cioè nell'opera d'arte, sono rivolti anche a premiare personalità politiche, funzionari di Enti, produttori, critici d’arte, istituti e imprese, cioè l’intera sfera di attività e di interessi, al centro della quale si pone il risultato artistico. È poi molto importante che anche i premi che sono destinati agli edifici, premino non solo l’architetto ideatore ma anche il committente e il costruttore».
I premi IN/Arch si sono susseguiti con cadenza pressocchè annuale dal 1961 al 1972, per poi riprendere nel 1989 e proseguire sino al 1992, articolati in premi nazionali e premi regionali. Dopo una pausa di tredici anni, grazie soprattutto alla collaborazione di ANCE, nel 2005 sono stati rilanciati i premi nazionali di architettura IN/Arch-ANCE, che si sono susseguiti con alcune pause.

## Presidenti
- Emilio Battista (1959-1972)
- Ugo La Malfa (1972-1975)
- Aurelio Peccei (1975-1984)
- Paolo Savona (1985-1990)
- Paolo Baratta (1990-1997)
- Domenico De Masi (1997-1999)
- Adolfo Guzzini (1999-2018)
- Andrea Margaritelli (dal 2018)